# 조훈 (희극인)
조훈(1993년 2월 4일 ~ )은 대한민국의 희극 배우이다. SBS 16기 공채 개그맨으로 데뷔했으며 동기 개그맨인 이선민과 함께 유튜브 채널 면상들을 운영했다. 또한 2023년부터 2024년까지는 조주봉이라는 부캐를 활용하여 싱글 음반 〈홍박사님을 아세요?〉, 〈할 말이 없네〉, 〈웃어!〉를 발표했다.

## 생애
- 조훈은 1993년 2월 4일에 태어났다.
- 전라도 출신이다.
- 어린시절 경기도 부천시 원미구로 이사를 갔다.
- 한신대학교 기독교교육학과를 휴학하였다.
- SBS 16기 공채 개그맨으로 데뷔하였다.
- 어머니도 전라도 출신이다.
- 아버지, 남동생이 있다.
- 면상들 채널 유튜버를 하고 있다.

## 학력
- 계남고등학교 (졸업)
- 한신대학교 기독교교육학과 (휴학)

## 방송
- 웃찾사 (SBS)

## 영화
- 좀비크러쉬: 헤이리 (2021년) - 조 순경 역

## 음반
- 〈조주봉 디지털 싱글 1집: 홍박사님을 아세요?〉 (2023년 7월 5일)
- 〈조주봉 디지털 싱글 2집: 할 말이 없네〉 (2023년 11월 7일)
- 〈조주봉 디지털 싱글 3집: 웃어!〉 (2024년 4월 6일)